# Чувствительность анализа
Чувствительность анализа — это свойство клинического испытания, которое заключается в способности испытания отличать эффективное лечение от менее эффективного или от неэффективного . Без анализа чувствительности исследование не является внутренне валидным и не может сравнивать эффективность двух вмешательств.

## Важность
Недостаточная чувствительность анализа имеет разные последствия для испытания, цель которого — показать разницу между вмешательствами больше нуля (исследование превосходства), и для испытания, цель которого —  показать отсутствие превосходства (исследование не меньшей эффективности). Исследование не меньшей эффективности направлено на то, чтобы исключить некоторую погрешность между испытуемым и контрольным вмешательством, т. е. исключить, что испытуемое вмешательство не хуже контрольного на определенную величину.
Если исследование превосходства не обладает достаточной чувствительностью анализа, оно не сможет показать превосходство испытуемого вмешательства над контролем и не приведет к выводу об эффективности.
В то же время, если испытание, призванное показать эффективность, демонстрируя, что испытуемое вмешательство не уступает по эффективности активному контролю, не обладает достаточной чувствительностью анализа, оно может показать, что неэффективное вмешательство не уступает по эффективности контролю, что приведет к ошибочному заключению об эффективности .
Когда два вмешательства в рамках испытания показывают разную эффективность (т. е. когда одно вмешательство превосходит другое), этот результат сам по себе напрямую свидетельствует, что испытание обладает достаточной чувствительностью анализа (при условии, что результат не связан со случайной или систематической ошибкой). В отличие от этого, исследование, демонстрирующее не меньшую эффективность вмешательства или неудачное исследование превосходства, как правило, не содержит таких прямых доказательств чувствительности анализа. Однако идея о том, что испытаниям не меньшей эффективности недостает чувствительности анализа, оспаривается .

## Различия в чувствительности
Чувствительность анализа при проведении исследования не меньшей эффективности может зависеть от выбранной границы погрешности, выявленной в ходе исследования, и от дизайна планируемого исследования не меньшей эффективности. Выбранная граница погрешности в исследовании не меньшей эффективности не может быть больше, чем наибольший размер эффекта, который контрольное вмешательство достоверно и воспроизводимо продемонстрировало по сравнению с плацебо или отсутствием вмешательства в предыдущих испытаниях на превосходство. Например, если в предыдущих испытаниях на превосходство имеются достоверные и воспроизводимые данные о размере эффекта 10 % для контрольного вмешательства по сравнению с плацебо, то правильно спланированное испытание не меньшей эффективности, направленное на исключение вероятности того, что тестовое вмешательство может быть на 5 % менее эффективным, чем контрольное, будет иметь достаточную чувствительность анализа. С другой стороны, при тех же данных испытание не меньшей эффективности, направленное на исключение того, что тестовое вмешательство может быть на 15 % менее эффективным, чем контрольное, может не обладать достаточной чувствительностью анализа, поскольку такое испытание не гарантирует, что тестовое вмешательство более эффективно, чем плацебо, учитывая, что исключаемый эффект больше, чем эффект контроля по сравнению с плацебо . Выбор границы иногда является сложной задачей в испытаниях не меньшей эффективности. Учитывая стремление исследователей выбрать бо́льшую границу, чтобы уменьшить размер выборки, необходимый для проведения испытания, выбранная граница иногда оказывается больше, чем размер эффекта контроля по сравнению с плацебо. Кроме того, проведение валидного испытания не меньшей эффективности невозможно в ситуациях, когда не хватает данных, демонстрирующих достоверный и воспроизводимый эффект контроля по сравнению с плацебо.
Помимо выбора границы, основанной на достоверных прошлых данных, для обеспечения чувствительности анализа планируемое испытание не меньшей эффективности должно быть спланировано таким же образом, как и прошлые испытания, продемонстрировавшие эффективность контроля по сравнению с плацебо, так называемое предположение о постоянстве. Таким образом, испытания не меньшей эффективности имеют общие черты с внешне (исторически) контролируемыми испытаниями. Это также означает, что испытания не меньшей эффективности подвержены тем же ошибкам, что и внешне контролируемые испытания, т. е. эффект препарата в прошлом испытании может быть не таким, как в текущем, учитывая изменения в медицинской практике, различия в определении заболевания или изменения в истории болезни, различия в сроках и определении результатов, использование сопутствующих лекарств и т. д. 
Выявление разницы или отсутствия разницы между двумя вмешательствами не является прямой демонстрацией внутренней валидности испытания, если только наличие другого внутреннего контроля не подтверждает, что методы исследования способны показать разницу, если она существует, в интересующем нас диапазоне (т. е. в испытании есть третья группа, получающая плацебо). Поскольку большинство клинических испытаний не содержит внутреннего отрицательного контроля (т. е. группы плацебо) для внутренней валидности исследования, данные для оценки валидности исследования берутся из прошлых испытаний, не относящихся к текущему исследованию.

## Внешние ссылки
- ClinicalTrials.gov из Национальной медицинской библиотеки США
- Веб-сайт FDA